# Дарлингтон (округ)
Округ Дарлингтон (англ. Darlington County) располагается в штате Южная Каролина, США. Административным центром (столицей) округа является одноимённый город.
По состоянию на 2010 год, численность населения Дарлингтона составляла 68 681 человек.

## История
Округ Дарлингтон был официально образован в 1785 году после Войны за независимость США, когда округ Черо был разделён на три округа: Марлборо, Честерфилд и Дарлингтон. Округ Дарлингтон ограничивался рекой Пи-Ди, рекой Линчес и ручьём Сидар-Крик. До сих пор неизвестно, почему округ был назван «Дарлингтон», но доминирует версия, что он был назван в честь одноимённого города в графстве Дарем, Англия. В 1835 году город Дарлингтон стал новым административным центром одноимённого округа.

## География
По данным Бюро переписи США, общая площадь округа равняется 1468,531 км2, из которых 1452,991 км2 суша и 15,540 км2 или 0,990 % это водоёмы.

## Климат
Согласно данным представленным Национальной метеорологической службой США в Дарлингтоне влажный субтропический климат, типичный для обеих Каролин, который на климатических картах, согласно системе классификации климатов Кёппена, сокращённо обозначается аббревиатурой «CFA». Лето жаркое, с частыми грозами, разбавляющими влажную жару. 
В Дарлингтоне дождливый климат, хотя это типично для региона. Как правило снег не накапливается благодаря мягким температурам, а низкие температуры связаны с сухой погодой. Несмотря на это, в Дарлингтоне иногда регистрируется несколько дюймов глубины снега во время кратковременных снегопадов.

## Население
По данным переписи населения 2000 года в округе проживает 67 394 жителей в составе 25 793 домашних хозяйств и 18 441 семей. Плотность населения составляет 46,00 человек на км2. На территории округа насчитывается 28 942 жилых строений, при плотности застройки около 20,00-ти строений на км2. Расовый состав населения: белые — 56,98 %, афроамериканцы — 41,70 %, коренные американцы (индейцы) — 0,19 %, азиаты — 0,21 %, гавайцы — 0,01 %, представители других рас — 0,39 %, представители двух или более рас — 0,52 %. Испаноязычные составляли 0,98 % населения независимо от расы.

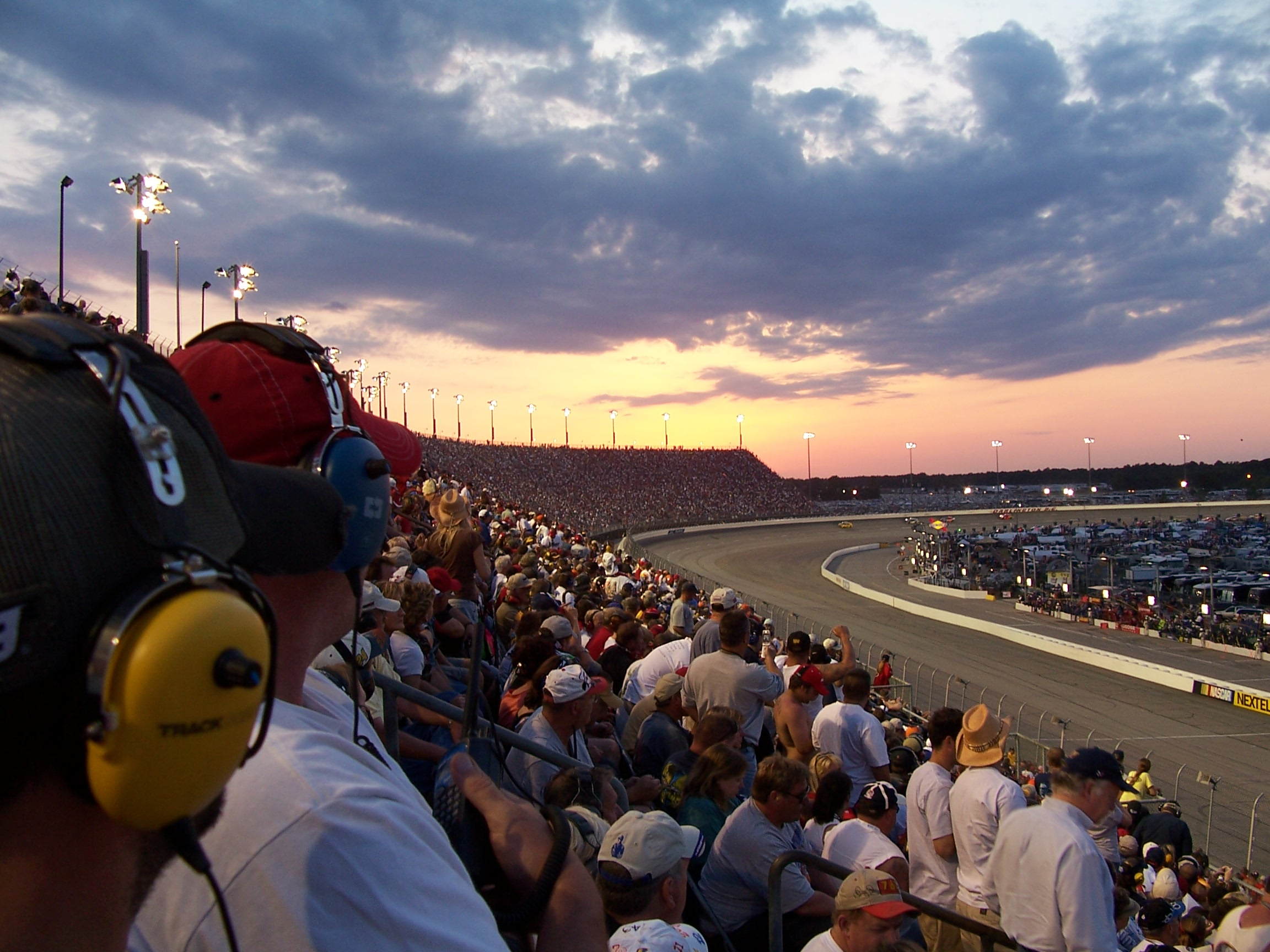
Жители округа на автогонках Dodge Charger 500

В составе 32,20 % из общего числа домашних хозяйств проживают дети в возрасте до 18 лет, 48,30 % домашних хозяйств представляют собой супружеские пары проживающие вместе, 18,70 % домашних хозяйств представляют собой одиноких женщин без супруга, 28,50 % домашних хозяйств не имеют отношения к семьям, 25,10 % домашних хозяйств состоят из одного человека, 9,20 % домашних хозяйств состоят из престарелых (65 лет и старше), проживающих в одиночестве. Средний размер домашнего хозяйства составляет 2,57 человека, и средний размер семьи 3,07 человека.
Возрастной состав округа: 26,30 % моложе 18 лет, 9,00 % от 18 до 24, 28,20 % от 25 до 44, 24,40 % от 45 до 64 и 24,40 % от 65 и старше. Средний возраст жителя округа 36 лет. На каждые 100 женщин приходится 89,80 мужчин. На каждые 100 женщин старше 18 лет приходится 84,60 мужчин.
Средний доход на домохозяйство в округе составлял 31 087 USD, на семью — 37 662 USD. Среднестатистический заработок мужчины был 30 947 USD против 20 998 USD для женщины. Доход на душу населения составлял 16 283 USD. Около 16,40 % семей и 20,30 % общего населения находились ниже черты бедности, в том числе — 26,70 % молодежи (тех, кому ещё не исполнилось 18 лет) и 22,10 % тех, кому было уже больше 65 лет.